# Blue Origin NS-30
Blue Origin NS-30 var en bemannad flygning av Blue Origins New Shepard. Farkosten sköt upp på en kastbanefärd från Corn Ranch i Texas, den 25 februari 2025.

## Besättning
| Turist | Lane Bess         |
| Turist | Jesús Calleja     |
| Turist | / Tushar Shah     |
| Turist | Dr. Richard Scott |
| Turist | Elaine Chia Hyde  |
| Turist | Russell Wilson    |